# Aparallactus lineatus
Aparallactus lineatus е вид влечуго от семейство Lamprophiidae. Видът е почти застрашен от изчезване.

## Разпространение
Разпространен е в Гана, Гвинея и Либерия.